# (8742) Bonazzoli
(8742) Bonazzoli est un astéroïde de la ceinture principale.

## Description
(8742) Bonazzoli est un astéroïde de la ceinture principale. Il fut découvert le 14 février 1998 à Colleverde par Vincenzo Silvano Casulli. Il présente une orbite caractérisée par un demi-grand axe de 2,19 UA, une excentricité de 0,08 et une inclinaison de 2,9° par rapport à l'écliptique.

## Compléments